# NGC 5251
NGC 5251 is een spiraalvormig sterrenstelsel in het sterrenbeeld Ossenhoeder. Het hemelobject werd op 11 april 1785 ontdekt door de Duits-Britse astronoom William Herschel.

## BZ Bootis (HD 118743)
Vanaf de aarde gezien bevindt het stelsel NGC 5251 zich schijnbaar net ten westnoordwesten van de veranderlijke ster BZ Bootis. Amateurastronomen, gewapend met telescopen, kunnen BZ Bootis aanwenden als gidsster om NGC 5251 op te sporen.

## Synoniemen
- MCG 5-32-44
- ZWG 161.90
- KUG 1335+276
- PGC 48119